# Missa brevis n.º 5 (Mozart)
La Missa brevis n.º 5 en do mayor, K. 220/169b, más conocida como Spatzenmesse (en alemán, “misa de los gorriones”), es una missa brevis compuesta por Wolfgang Amadeus Mozart en 1775, cuando contaba la edad de diecinueve años, durante su estancia en Salzburgo.

## Sobrenombre
Debe su curioso apelativo al hecho de que en el Sanctus, en el ataque del Pleni sunt cœli et terra, los violines hacen una pequeña célula rítmica con una apoyatura ascendente (fa# - sol) que recuerda al gorjeo de los gorriones.

## Estructura
Consta de seis movimientos:
- Kyrie.
- Gloria.
- Credo.Benedictus, en una iglesia de Feuchtwangen (2008). 3 min. y 36 s
- Sanctus.
- Benedictus.
- Agnus Dei.

Los movimientos de los que consta son los de una missa brevis, pero la instrumentación es más propia de una missa solemnis: coro, trompetas, timbal y cuerda.
Dura aproximadamente 15 minutos.